# Grand Slang
Grand Slang é uma fonte tipográfica sem-serifa. Foi criada pelo designer gráfico alemão Nikolas Wrobel e foi publicada em 1 de setembro de 2019, pela empresa de desenvolvimento de tipos Nikolas Type.
A inspiração para o design do Grand Slang (AFI /ɡɹˈænd slˈæŋ/) vem da caligrafia americana do século XX, bem como do trabalho dos calígrafos americanos Oscar Ogg e William Addison Dwiggins. Elementos também são retirados da coleção pessoal do designer e de sinais que aparecem em filmes americanas das décadas de 1940 e 1950.
A fonte incorpora características de antiqua e grotesca, combinando caligrafia manual com formas geométricas limpas. Ela demonstra uma proporção equilibrada de estabilidade e flexibilidade, incluindo mais de 310 glifos, entre os quais estão letras maiúsculas e minúsculas, números, sinais de pontuação, acentos, diacríticos, ligaduras e símbolos.
Seu nome, Grand Slang, é composto pelas palavras grand e slang no idioma inglês. Na gíria americana e britânica, a palavra grand refere-se a um conjunto de milhares de dólares ou libras.
A fonte Grand Slang está disponível para download digital nos formatos de arquivo OpenType e Web Open Font Format, adequados para design gráfico, web design, aplicativos e livros eletrônicos.
Ela oferece suporte a uma variedade de idiomas europeus com base no alfabeto latino e está disponível sob uma licença de software proprietária, restringindo o uso e a redistribuição de acordo com os termos estabelecidos no contrato de licença de software.